# Бурибек Чандыр
Бурибек Чандыр (узб. Boʻribek Chandir / Бўрибек Чандир) — посёлок городского типа, расположенный на территории Алатского района Бухарской области Республики Узбекистан.
Статус посёлка городского типа с 2009 года.